# Храм Новомучеников и Исповедников Российских (Апатиты)
Храм Новомучеников и Исповедников Российских (Церковь Святых Новых Мучеников и Исповедников Российских) — православный храм в Апатитах. Относится к Хибиногорскому благочинию Мурманской и Мончегорской епархии. Своё название церковь получила от мощей Новомучеников, находящихся в храме.

## История
Инициатором строительства в Апатитах второй церкви был протоиерей Василий, настоятель Свято-Успенского храма. В 2000 году Архиепископ Мурманский и Мончегорский Симон одобрил строительство и дал официальное благословение . В 10 июля 2005 года был освящён котлован и заложен первый камень храма.
Из слов протоиерея Василия (Данильца) «В строительстве храма участвовало очень много людей, как прихожан, так и представителей различных организаций Апатитов и Кировска».
В высоту храм 30 метров, стоит на одном из самых высоких мест в городе. Венчают храм пять куполов из золота, изготовленных в Челябинске, освященных и установленных 14 сентября 2006 года. Так же имеется встроенная звонница с пятью колоколами.
Иконы были написаны художниками Меткиным В., Наумовой С., Максимовой А. Многие иконы были пожертвованы для храма прихожанами..

## Описание

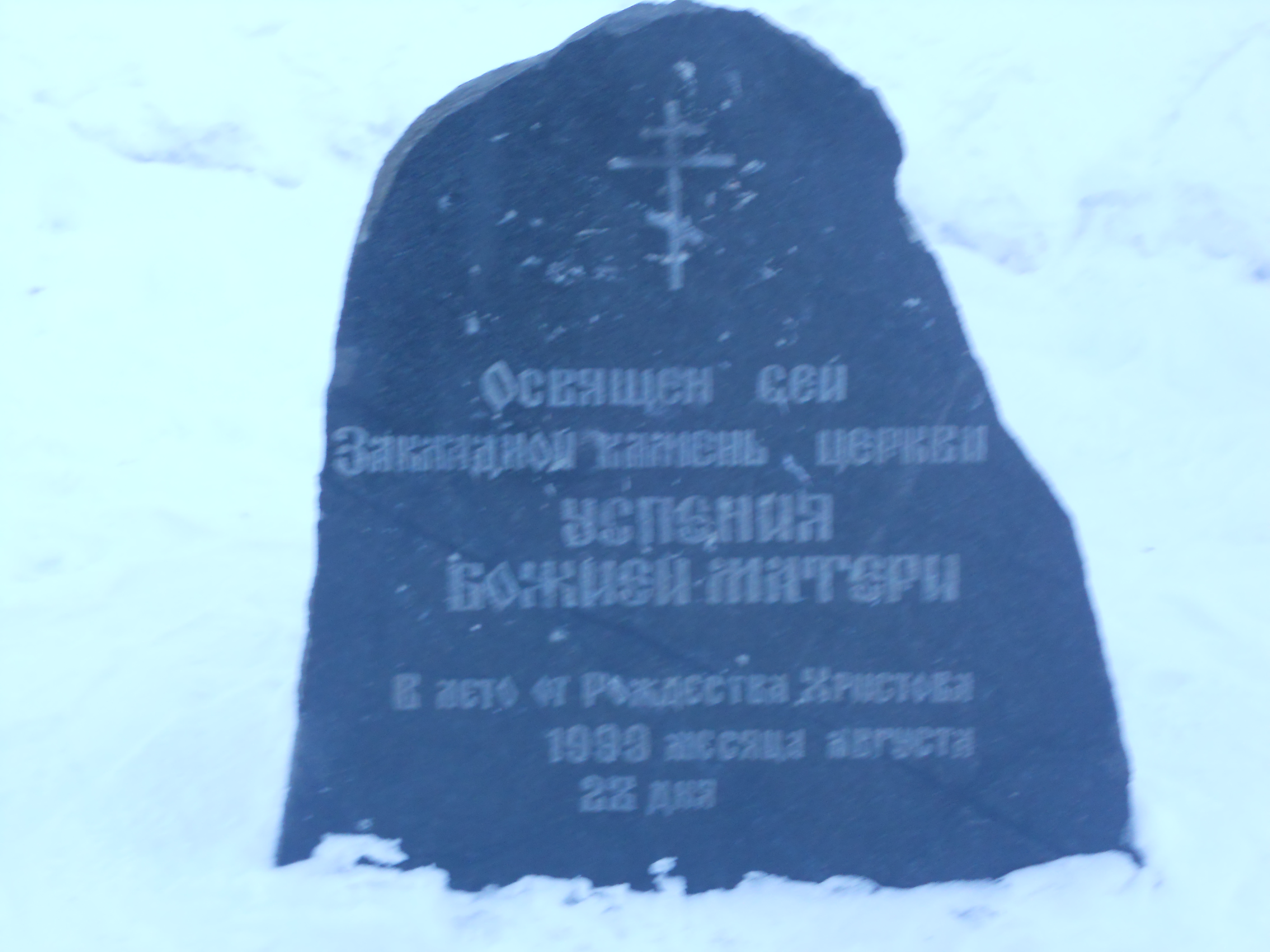
Закладной камень Церкви Успения Божьей Матери

По типу храм — деревянная шатровая церковь. Изначально задумывалось строить каменный Успенский храм, в конце 1990-х был поставлен закладной камень, но из-за нехватки средств строительство было отменено.
Настоятель храма — протоиерей Василий.
В храме имеются: воскресная школа; отдел катехизации; отдел социальной работы; миссионерский отдел. По воскресеньям на приходе работает библиотека.
Почитаемые святыни:
- икона Новомучеников и Исповедников Российских и мощи Новомучеников;
- икона с мощами Святого Преподобного Феодора Ушакова;
- икона святого Преподобного Алексия Человека Божия.

На территории храма находится два памятника: Памятник Кириллу и Мефодию (установлен в 2009 году) и Памятник князьям Петру и Февронии (установлен в 2011 году).